# Mariä Verkündigung (Haute-Isle)

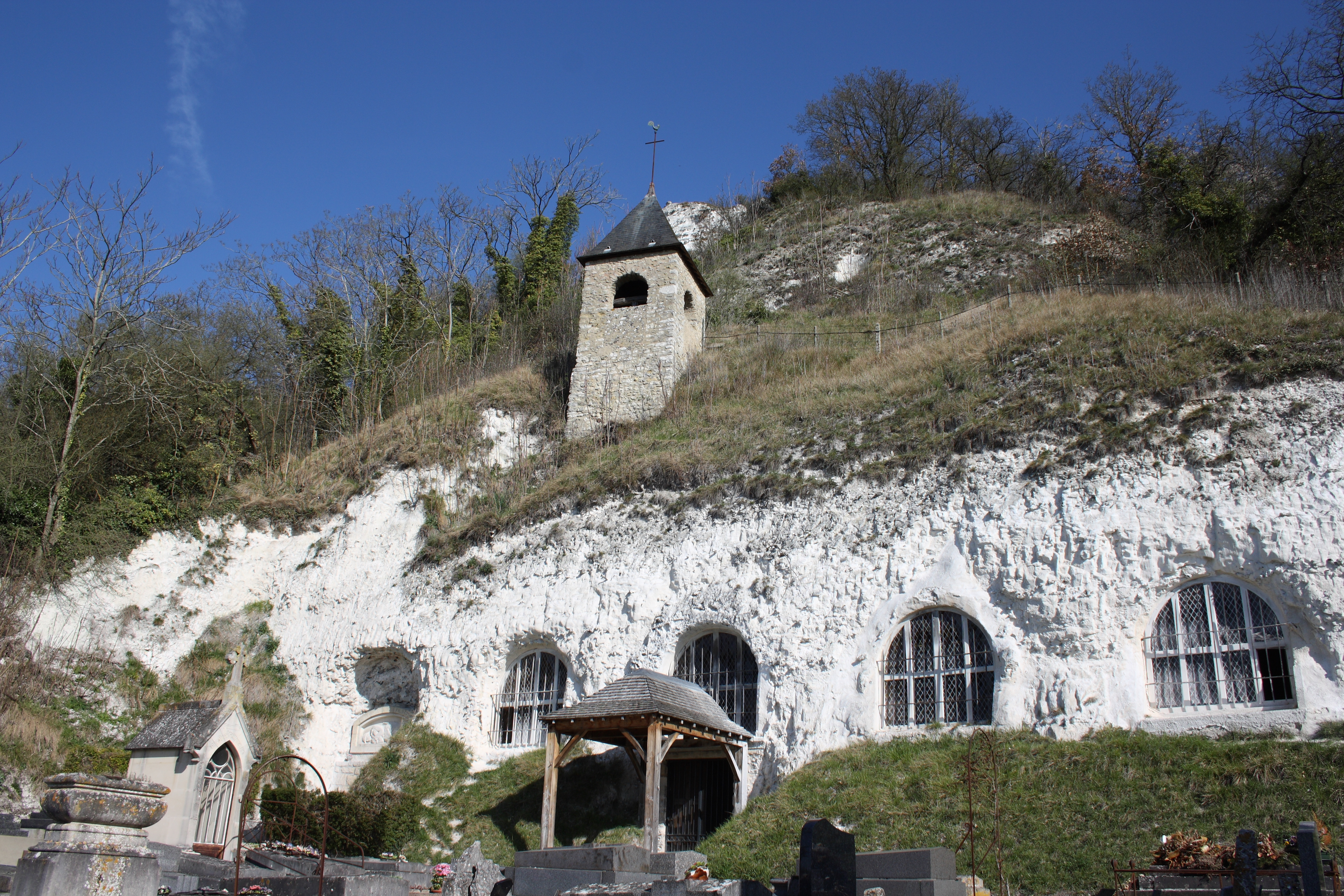
Höhlenkirche Mariä Verkündigung

Die Kirche Mariä Verkündigung (französisch Église de l’Annonciation) in Haute-Isle, einer französischen Gemeinde im Département Val-d’Oise in der Region Île-de-France, wurde 1670 errichtet. Die Höhlenkirche, die in den Kalkstein oberhalb der Seine an der Départementstraße 931 gehauen wurde, steht seit 1926 als Monument historique auf der Liste der Baudenkmäler in Frankreich.
Die Kirche ist circa acht Meter breit und 23 Meter lang. Sie hat eine durchschnittliche Höhe von acht Metern. In der Region Île-de-France ist sie die einzige Höhlenkirche. Der einschiffige Raum wird von einem Tonnengewölbe abgeschlossen und von vier Fenstern, die in den Fels gehauen wurden, erhellt. Der Chor wird durch eine raumhohe hölzerne Chorschranke abgetrennt. Der hölzerne Altar stammt aus dem Jahr 1670.
Oberhalb der Kirche wurde zu späterer Zeit ein kleiner Glockenturm errichtet.